# Aphanogmus microcleptes
Aphanogmus microcleptes är en stekelart som beskrevs av W. Foerster 1861. Aphanogmus microcleptes ingår i släktet Aphanogmus och familjen pysslingsteklar. Inga underarter finns listade i Catalogue of Life.